# Klaus Hagen
Klaus Hagen (geboren im 20. Jahrhundert) ist ein ehemaliger deutscher Hockeyspieler.

## Werdegang
Klaus Hagen stammt aus Berlin. Da er sich von Jugend an für den Hockeysport interessierte, wurde er Mitglied des damals zu den führenden deutschen Hockeysportvereinen zählenden Berliner HC. Er gehörte bald zu den Leistungsträgern seines Vereins und wurde deshalb sowohl im Feldhockey als auch im Hallenhockey in den jeweiligen ersten Mannschaften eingesetzt. Mit seinem Verein wurde er sowohl im Feld- als auch im Hallenhockey mehrmals Deutscher Meister. Im Feldhockey geschah dies viermal und zwar in den Jahren 1961, 1962, 1963 und 1965. Im Hallenhockey gelang es ihm mit dem Berliner HC dreimal Deutscher Meister zu werden und zwar in den Jahren 1962, 1963 und 1965.
Für den Gewinn der Deutschen Feldhockeymeisterschaft 1963 zum fünften Male zeichnete Bundespräsident Heinrich Lübke die Berliner Mannschaft in der Besetzung Wolfgang End, Jürgen Jacobsen, Bordhard Pohl, Heinz Hapke, Dagobert Schachner, Carsten Keller, Klaus Greinert, Balduin Schindler, Rolf Knorr, Klaus Kemmer, Fritz Bartels, Bernd Wunderlich, Rainer Jacobsen und Klaus Hagen am 24. Dezember 1963 mit dem Silbernen Lorbeerblatt aus.